# Rosa (Marvel Comics)
La Rosa, (Inglés: Rose) es el alias de 4 personajes ficticios que aparecen en los cómics publicados por Marvel Comics. La Rosa original aparece por primera vez en The Amazing Spider-Man #253 (junio de 1984), y fue creado por Tom DeFalco.

## Historial de publicaciones
Tom DeFalco relató:

Cuando creé la Rosa, quería un personaje en la gerencia media. Teníamos a todos los grandes señores del crimen, y luego a los señores del crimen de segundo nivel, y se suponía que este tipo era de segundo nivel. No pelea, contrata gente para pelear. Le puse una máscara para que se distinga. No era un plan que tuviera una identidad secreta. Pero en algún momento después, estaba leyendo algo sobre el gran misterio de "¿Quién es la Rosa?" ¡No me di cuenta de que había un misterio! Así que me di cuenta de que tendría que pensar en algo para Rose, y pensé que usaría a Roderick Kingsley, porque ya lo habíamos eliminado como Hobgoblin pero encajaba perfectamente como Rosa.

DeFalco fue despedido de The Amazing Spider-Man por el editor Jim Owsley antes de que pudiera revelar la identidad de Rosa. Un número posterior de Web of Spider-Man, escrito por Owsley, reveló que Rose era Richard Fisk.

## Historia del personaje
El personaje de Rosa es representado como un señor del crimen bien vestido, tranquilo, calculador y caballero que prefiere las rosas y siempre usa máscara de cuero de color lila.

### Richard Fisk
La primera Rosa fue Richard Fisk, el hijo de Kingpin, quien trató de derrocar a su padre después de enterarse de que él era el líder del crimen. Más tarde se convirtió en un vigilante parecido al Castigador, llamándose Rosa Sangrienta. Finalmente fue asesinado a tiros por su propia madre llamada Vanessa Fisk.

### Sargento Blume
La segunda Rosa fue el Sargento Blume (nombre no revelado), un oficial de policía en busca de venganza contra el Kingpin por la muerte de su hermano, otro policía. Mientras que Blume se alió con Richard, con la esperanza de hacer el bien por romper la fuerza de Kingpin en la ciudad, acabó implicado en varios delitos, mientras estaba en el servicio de Kingpin. Él finalmente fue asesinado a tiros en un enfrentamiento con los hombres de Richard en los Catskills después de haber secuestrado a la Tía May y esposa Mary Jane Watson de Peter Parker (Spider-Man), pensando equivocadamente que Peter había descubierto información que pueda volar la tapa de la organización de Kingpin, lo que revela a Blume como un doble agente.

### Jacob Conover
La tercera Rosa fue Jacob Conover, un reportero del Daily Bugle, quien asumió la identidad como pago por salvar la vida de señor del crimen Don Fortunato muchos años antes. Esta Rosa fue leal únicamente a Fortunato, como en el momento en el que Kingpin no había regresado al poder, y su principal ejecutor fue la central eléctrica cibernética conocida como Delilah. Conover enfrentó una repetida amenaza a su territorio del señor del crimen argentino conocido como Tarántula Negra, finalmente estando presente sin su disfraz de Rosa cuando la Tarántula lanzó un asalto directo a la casa de Fortunato. Preparándose para matar a tiros a la Tarántula y una habitación llena de testigos, Conover fue detenido por Spider-Man y llevado a la cárcel.

### Phillip Hayes
La cuarta Rosa fue el médico Phillip Hayes. Tomó la máscara de rosa después de haber perdido su financiación en la investigación en terapia génica después de un accidente en el laboratorio Phelcorps, como resultado de lo que fue la nueva heroína Jackpot. Él trata en envíos "Ebony", una droga sintetizada creada a partir de las glándulas sudoríparas del Corruptor. Se las arregló para deslizarse por debajo del radar de superhéroes por un tiempo, pero Jackpot se acercaba a descubrir su participación. Después de haber descubierto la identidad secreta de su oponente (a través de una coincidencia que resulta de ser el compañero de trabajo de Sara Ehret), él contrata a Boomerang para rastrear a Sara a su casa y asesina a su marido delante de ella y su hija. Luego es detenido y desenmascarado, para el shock de Sara.

## Poderes y habilidades
Los Rosas no tienen poderes súper humanos. Richard Fisk está entrenado en el uso de armas de fuego y tiene algo de entrenamiento de artes marciales, el sargento Blume es un agente de policía entrenado y Jacob Conover está entrenado en el uso de armas de fuego y tiene una serie de contactos criminales.
Los Rosas siempre llevan una pistola y con frecuencia llevan una variedad de mini-granadas.

## Otras versiones
En la continuidad de Marvel Adventures, Rose es un criminal con suficientes recursos financieros para hacer una fortuna en trajes de batalla altamente sofisticados.
En Ultimate Marvel, un Sr. Rosa sin máscara es el socio de Kingpin. Estuvo presente en la historia de Ultimate Knights donde audicionó a "Ronin" para ser parte de la organización de Fisk y Kingpin le ordenó volar Midtown High, pero fue arrestado por la policía.